# Henri Salaün (squash)
Pour les articles homonymes, voir Henri Salaün et Salaün.
Henri Salaün, né le 6 avril 1926 à Brest et mort le 4 juin 2014 à Needham est un joueur de squash représentant les États-Unis. Il remporte la première édition de l'US Open en 1954 et il est champion des États-Unis à quatre reprises entre 1955 et 1961 et cinq fois finaliste.
En 2000, Henri Salaün fait partie de la classe inaugurale des intronisés au Temple de la renommée du squash américain.

## Biographie
Petit-fils de l'amiral Henri Salaün, il nait en 1926 à Brest en France. A 14 ans, il est un joueur de tennis prometteur mais en 1940, il fuit l'occupation nazie et émigre aux États-Unis. Après avoir déménagé à Boston, il apprend à parler anglais en allant au cinéma et s'inscrit à la Deerfield Academy (en), où il apprend à jouer au squash. Il retourne ensuite en France pour servir d'interprète en tant que sergent dans la troisième armée. Après guerre, il reste d'abord en France et joue dans une équipe professionnelle de football à Nice puis repart aux États-Unis et obtient son diplôme en 1949 à l'université Wesleyenne.
Il remporte les Championnats des États-Unis (USSRA) à quatre reprises (1955, 1957, 1958 et 1961), et il est finaliste à cinq autres reprises. Il remporte également l'US Open inaugural en 1954, amateur battant le légendaire joueur professionnel Hashim Khan en finale, lui infligeant sa première défaite et réussissant l'un des plus grands renversements de l'histoire de ce sport. 
Il apparait sur la couverture du Sports Illustrated avec Diehl Mateer en 1958, la seule fois qu'un joueur de squash a fait la couverture de ce magazine.
Henri Salaün fait sa dernière apparition aux championnats nationaux américains en 1966 lorsque, à quelques mois de son 40e anniversaire, il atteint les demi-finales.
Joueur de tennis de bon niveau, il a remporté une trentaine de tournois mineurs en Nouvelle-Angleterre, principalement au Massachusetts où il réside.
Henri Salaün meurt le 4 juin 2014 à l'âge de 88 ans. Il est tombé dans les escaliers de sa maison à Needham et ne s'en est jamais remis.

## Palmarès

### Titres
- US Open : 1954
- Championnats des États-Unis : 4 titres (1955, 1957, 1958,  1961)
- Championnats du Canada : 6 titres (1951, 1952, 1956-1959)[8]